# Szepesy Ignác
Báró négyesi Szepesy Ignác (névváltozata Szepessy) (Eger, 1780. augusztus 13. – Pécs, 1838. július 16.) bölcseleti és teológiai doktor, pécsi és erdélyi katolikus püspök, a Magyar Tudományos Akadémia tiszteleti tagja.

## Élete
Báró Szepessy Sámuel, kerületi táblai ülnök és vattai Battha Antónia fia. 1795-ben az egri főegyházmegye papnövendéke lett, majd Pesten a filozófia, Bécsben a teológia doktorává avatták fel. 1803. május 29-én szentelték pappá, de már ez előtt az egri szemináriumban a tanulmányok igazgatója, később érseki szertartó és titkár lett. 1805. január 26-án egri plébánossá nevezték ki. 1808. november 29-én kanonokká, majd borsodi főesperessé és kispréposttá, 1820. április 9-én Egerben erdélyi püspökké avatták, s ugyanekkor I. Ferenc király valóságos belső titkos tanácsosi rangra emelte. Különös gondot fordított növendékpapjai nevelésére és a szemináriumra saját jövedelméből évenként 10 000 forintot áldozott, iskolákat, templomokat építtetett.
Az egyházmegyei fegyelem előmozdítására 1822-ben egyházi gyülekezetet tartott, és megyéje részére Statuta címmel törvénykönyvet adott ki. Célja nem a világtól elvonult, hanem az arra nyitott egyház megvalósítása volt. Ilyen értelemben előrevetítette a több mint másfél évszázaddal későbbi második vatikáni zsinat szellemiségét.
1828-ban pécsi püspökké nevezték ki. Első dolga volt egyházmegyéjét beutazni; útjában magyar, német és horvát nyelven tanította a népet. Tanítóképző intézetet állított fel és, miután nem sikerült kísérlete, hogy a győri főiskolát Pécsre helyeztesse, új líceumot alapított. A líceum számára 100 000 váltó forinton díszes palotát építtetett, amely 1832-ben készült el. A líceumnak 251 260 váltó forintot adományozott, végrendeletében is azt tette örökösévé. Tanárai számára szakkönyvtárakat rendezett be, s a Klimó-féle nagy könyvtárt is oda helyezte, megajándékozva azt 400 darab könyvvel, 400 ásvánnyal és számos éremmel.
Hazafiságát ékesszólóan bizonyítja, hogy az 1825–27-es pozsonyi országgyűlésen szeptember 14-én elsőként szólalt fel magyar nyelven. Hasonlóan nemes megnyilvánulása volt az 1832–36-os országgyűlésen egy, a magyar nyelvet erőszak nélküli tanítás által terjesztő külön intézet felállítását ajánló beszéde. 1830-ban a Magyar Tudományos Akadémia tanácsába, 1831. február 15-én az első ülésben tiszteleti taggá vették fel. Az akadémia jövedelmét 1832-től évi 600 forinttal növelte. 1835-ben elnyerte a Szent István-rend középkeresztjét. A líceum tőszomszédságában 50 000 forinton nyomdát rendezett be.
A magyar nyelv iránti elkötelezettségét híven tükrözi fáradozása egy új, aktuális nyelvezetű magyar bibliafordítására, amelyet 12 másik prominens egyházi személlyel és teológiai tanárral végzett. A munkába azután kezdett, hogy az 1822. évi zsinat nem tudta megoldani a Magyarországon oly égető bibliahiány kérdését. A fordítás maga nehezen haladt, mert Szepesy nem egyeztetett az állami cenzúrával és több püspök szerint túl önkényesen kezelte a szöveget. Szepesy az ügy tisztázása érdekében leállíttatta a munkát, majd külön kérelmezést követően a Biblia fordítása és kiadása folytatódhatott.
Alapul továbbra is Káldi György munkája szolgált. Szepesy Bibliája három kötetben jelent meg 1834 és 1836 között, amiket ingyen osztott ki főként olyan plébániákon, ahol teljes hiány volt magyar nyelvű Bibliákból. Ám a mű, ami röviddel a magyar nyelvújítás után keletkezett, nem talált kedvező fogadtatásra. Nemcsak nyelvezete volt nehézkes és átgondolatlan, de szakszerűségét is kifogásolták, minek folytán a jegyzetek számos történelmi és tudomány tévedéseket tartalmaztak. Csak Tárkányi Bélának sikerült megvalósítania azt, amit Szepesy Bibliája nem ért el: egy korszerű, veretes nyelvű és mindenki számára kedvelt magyar katolikus Biblia elkészítését.

## Művei

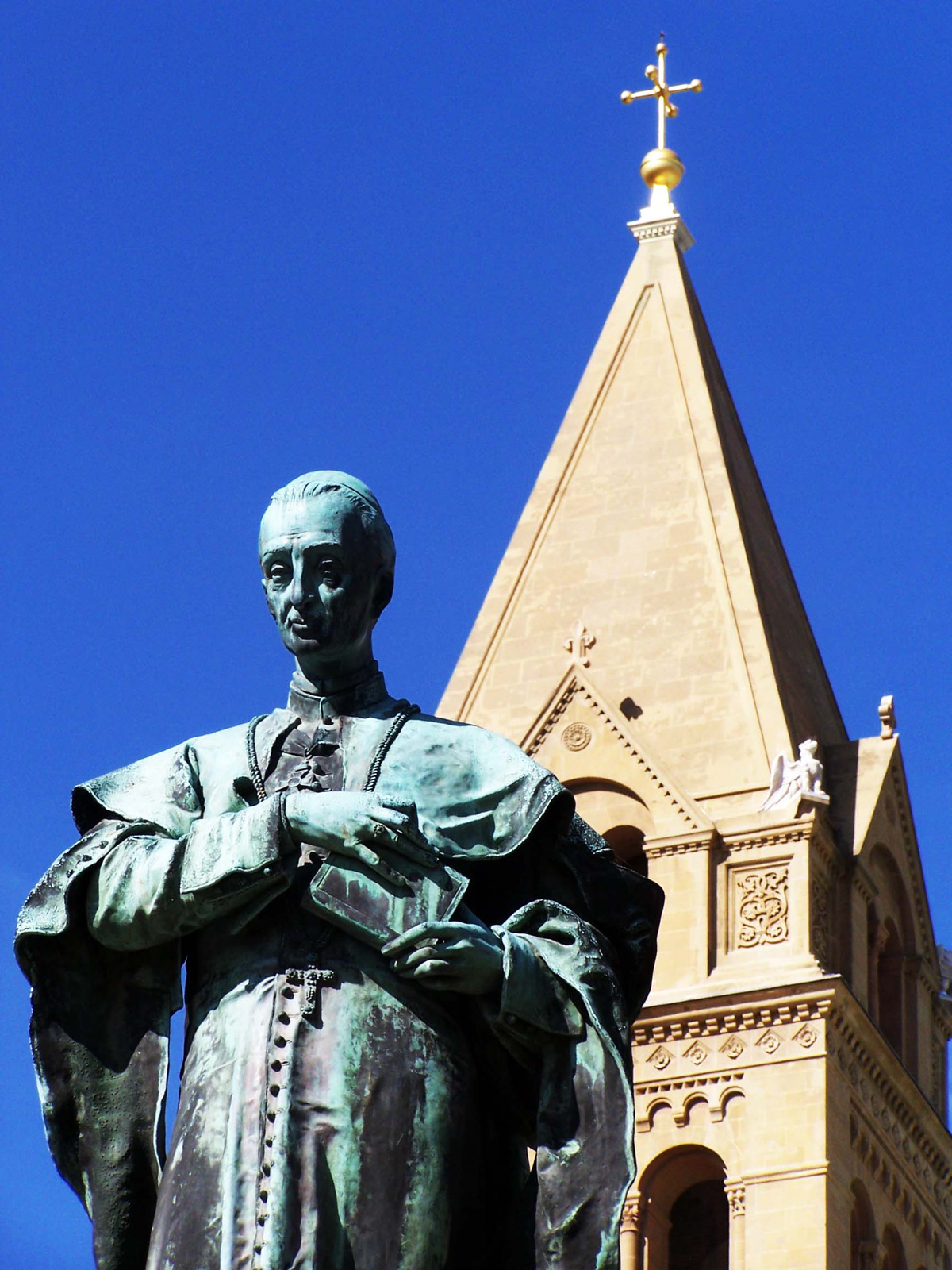
Szobra a Pécsi székesegyház előtt

- Memoria Ill. ac Rev. Ladislai Kámánházi Dioec. Waciensis episcopi… 1817. X. Cal. Majas, Vacii
- Jegyzetek azon feleletre, mely a protestánsoknak 3-ik százados ünneplésök felől kiadott elmélkedésekre a szelídség országában készíttetett. 1818. Hely n.
- Sermo, quo Venerabilem Clerum Transylvaniensem Albae Carolinae salutavit, dum almae dioecesis Transylvaniae gubernium auspicaretur. Claudiopoli (Brassó), 1820
- Uj Jerusalem Isten városa, mellyben épült Salamon király temploma, vagy Esztergom vára újulásos bemenetele és beiktatása az ország prímássának máj. 16. 1820. Hely n. (Költemény).
- Statuta Almae Dioecesis Transylvaniae anno 1822. die 17. Aprilis in Synodo Dioecesano publicata et concordibus votis approbata. Claudiopoli, 1822.
- Az Istent imádó keresztény. Imakönyv…
- Epistola pastoralis. Posonii (Pozsony), 1826
- A keresztény tudomány röviden, mellyel a magyar növendékeknek a pécsi megyének püspöke kedveskedik. Pest, 1832.
- Szentírás, vagyis az ó-szövetségnek szent könyvei magyarul Káldi után a közönséges deák fordításból az eredeti betűre figyelmezve. Pozsony, 1831-35. Ugyanennek újszövetségi része 1834-35. (Ezen munkát az 1832-36. országgyűlés alatt többek segedelmével egymaga végezte, és a mű példányait, amelyek 30 000 forintba kerültek, legnagyobb részt ingyen osztogatta ki egyházmegyéjében és Erdélyben. Ism. Figyelmező 1837. 749. l. Ujabb kiadása: Az ó- és új szövetségi Szentírás. Képekkel. Keresztény katholikusok számára… Szepesy Ignácz felügyelete alatt kelt fordítás rövidebb jegyzetekkel… Ujonan kiadva Szabó József által 1847-től füzetekben. Pest, 1851)
- Egyházi beszédek. Kiadja Peitler Antal. Pécs, 1839-40. Négy kötet. (Sz. I. életrajzával). Első kötet Második kötet Harmadik kötet Negyedik kötet
- Könyörgések és énekek… (Magyar, német és illyr nyelven)
- Áhitatos fohászkodások az isteni gondviseléshez. Bpest, 1876